# Otiothops germaini
Otiothops germaini is een spinnensoort uit de familie Palpimanidae. De soort komt voor in Brazilië.